# Жорабаева, Алтынай Кулажановна
Алтынай Кулажановна Жорабаева (каз. Алтынай Құлажанқызы Жорабаева, род. 28 октября 1978; Толебийский район, Южно-Казахстанская область, Казахская ССР) — казахстанская эстрадная певица, заслуженный деятель Казахстана (2006).

## Биография
Родилась 28 октября в 1978 году. Уроженка посёлка Бейнеткеш Толебийского района Южно-Казахстанской области. В 1995 году окончила среднюю школу и поступила учиться на факультет искусств Международного казахско-турецкого университета имени Кожа Ахмета Яссауи. Окончив полный курс обучения в 1999 году, она продолжила преподавательскую деятельность вузе в качестве педагога.

## Карьера
На большую сцену Алтынай Жорабаева впервые вышла в 1997, став призёром музыкального конкурса «Арай» и дипломантом республиканского конкурса «Жас қанат-97». Продолжив развивать свои творческие и певческие способности, она становится лауреатом сразу нескольких конкурсов: 2001 год, Алматы — ХІІ Международный конкурс «Азия дауысы», 2004 год, Болгария, город Верна — ХІІ Международный конкурс «Discovery», 2005 год, Египет, город Каир — ІІ Международный конкурс «Александрия». Список её достижений продолжает пополняться. Так, в 2003 году она становится дипломантом ХІІ Международного конкурса «Славянский базар», проходившего в Белоруссии; в 2004 году завоёвывает Гран-При на V Международном конкурсе «Янтарная звезда» в Латвийском городе Юрмала; в 2005 году удостаивается двух золотых и двух серебряных медалей на Чемпионате мира по исполнительскому мастерству, который проходил в США. Кроме того, в 2004 году она становится лауреатом государственной молодёжной премии «Дарын», а в 2006 ей присуждается звание заслуженного деятеля Республики Казахстан, а уже через два года, в 2008 году ей вручается звание «почётный гражданин» Казыгуртского района.
Первый аудиоальбом Алтынай Жорабаевой выходит в свет в 2002 году под названием «Арманыма ғашықпын». В 2004 году при поддержке центра искусств «Қазығұрт» на сцене Дворца Республики артистка даёт свой первый сольный концерт. Певица продолжает радовать своих поклонников и выпускает два аудиоальбома под названием «Жүрші сәулем ауылға» и «Елімнің жүрегі-Астана», а также видеоальбом «Өмір-өзен». В 2014 году в честь 10-летнего юбилея творческой деятельности Алтынай Жорабаева организовывает масштабный концерт «Қазақстаным алға» в городе Астана. На сегодняшний день Алтынай Жорабаева является не только популярной и востребованной исполнительницей, но и любящей супругой и мамой 4 дочерей. В январе 2024 года стала мамой пятый раз, у неё родилась дочь.

## Награды
Достижения Алтынай Жорабаевой в творческой деятельности:
- Лауреат Х-Международного фестиваля «Азия дауысы», Казахстан, 2001 год;
- Дипломант Международного конкурса «Славянский базар», Витебск, 2003 год;
- Лауреат VIII Международного конкурса «Discovery», который прошёл в Болгарии, 2004 год;
- Обладательница Гран-при песенного конкурса «Янтарьная звезда», который прошёл в Латвии, в городе Юрмала, 2004 год;
- Лауреат песенного конкурса «Александрия», который прошёл в Египте, 2005 год;
- Обладательница двух золотых и двух серебряных медалей чемпионата мира по исполнительскому мастерству. США, Голливуд, 2005 год;

Государственные награды
- 2004 — Государственная молодёжная премия «Дарын» в номинации эстрада.
- 2006 — Указом Президента Республики Казахстан от 7 декабря 2006 года награждена почётным званием «Заслуженный деятель Республики Казахстан» (каз. Қазақстанның еңбек сіңірген қайраткері)
- 2008 — Почётный гражданин Казыгуртского района Туркестанской области
- 2013 — Почётный гражданин Толебийского района Туркестанской области
- 2016 — Почётный знак «За заслуги в развитии культуры и искусства» (19 мая 2016 года, Межпарламентская ассамблея СНГ) — за значительный вклад в формирование и развитие общего культурного пространства государств — участников Содружества Независимых Государств, в реализацию идей сотрудничества в сфере культуры и искусства[4]
- 2016 — Указом Президента Республики Казахстан от 5 декабря 2016 года награждена орденом «Курмет», за заслуги и достижения в искусстве эстрады.
- 2019 — Благодарственное письмо Президента Республики Казахстан.